# Worcester Warriors
Worcester Warriors (offiziell Worcester Rugby Football Club) ist ein Rugby-Union-Verein aus der englischen Stadt Worcester, der in der English Premiership spielt, der höchsten englischen Liga. Die Heimspiele werden im Sixways Stadium ausgetragen.

## Geschichte
Gegründet wurde der Verein im Jahr 1871 durch Reverend Francis John Ede, das erste Spiel fand am 8. November 1871 gegen den Royal Artillery Rugby Club statt. Bei der Einführung des Liga-Spielbetriebs im Jahr 1987 spielten die Warriors in der North Midlands Division One, auf der achthöchsten Stufe. Aufgrund der großzügigen Förderung durch den Unternehmer Cecil Duckworth begann ein rascher Aufstieg in die oberen Ligen. Ab 1998/99 waren sie in der National Division One, der zweithöchsten Liga, vertreten. In der Saison 2003/04 gewannen die Warriors sämtliche 26 Spiele, was zuvor keiner anderen Mannschaft gelungen war.
In der Saison 2003/04 gewannen die Warriors in der zweithöchsten Liga, der National Division One. Sie stiegen in die Premiership auf und konnten sich in der höchsten Liga im hinteren Mittelfeld etablieren. 2006 stießen sie im European Challenge Cup bis ins Halbfinale vor. 2008 erreichten sie sogar das Finale dieses europäischen Pokalwettbewerbs, unterlagen aber Bath Rugby mit 16:24. Nach der Saison 2009/10 mussten die Warriors absteigen, ein Jahr später gelang ihnen jedoch der sofortige Wiederaufstieg. Nach der Saison 2013/14 mussten die Warriors ein weiteres Mal absteigen. Seit der Saison 2015/16 gehört das Team wieder der höchsten englischen Liga an.

## Erfolge
- Meister National Division One: 2004, 2011, 2015
- Finalist European Challenge Cup: 2008
- Sieger British and Irish Cup: 2015

## Spieler

### Aktueller Kader
Der Kader für die Saison 2019/2020:

### Bekannte ehemalige Spieler
- Josh Adams (Wales)
- Ben Clarke
- Loki Crichton (Samoa)
- Rico Gear (Neuseeland)
- Ben Gollings
- Andy Gomarsall
- Dylan Hartley
- Chris Latham (Australien)
- Aleki Lutui (Tonga)
- Craig Quinnell (Wales)
- Pat Sanderson
- Hugo Southwell (Schottland)
- Tevita Taumoepeau (Tonga)
- Ben Te‘o
- Duhan van der Merwe (Schottland)